# 中国人民解放军内卫第三师
中国人民解放军内卫第三师，是中国人民解放军曾经的一个内卫师。
1949年2月，由西北野战军第4纵队警备第4旅改称中国人民解放军第4军第12师，下辖第34、第35、第36团，师长郭宝珊，政委李宗贵。其前身为1948年5月组建的陕甘宁晋绥联防军区警备第4旅。该师成立后，曾执行过保卫边区、解放西北及卫戍、剿匪、生产等任务。1952年12月，改编为公安第20师，归中国人民解放军铁道公安部队建制（1955年7月改为中国人民解放军公安军内卫第3师，1957年9月更名为公安内卫第3师。1959年1月撤消）。